# Gmane

Логотип Gmane

Gmane — NNTP-шлюз для почтовых списков рассылки, который позволяет работать с ними как с группами новостей. Gmane также обеспечивает архивирование сообщений и поиск по архивам.
С 2016 года сервис работает только по протоколу NNTP. Через веб-браузер доступна только страница-заглушка.
Gmane — бесплатный сервис, работающий на свободном программном обеспечении . Gmane поддерживает работу с большинством популярных программ для организации списков рассылки (включая Mailman).
Проект Gmane был начат  Ларсом Ингебригтсеном  — автором программы для чтения новостных групп Gnus.
По состоянию на июль 2007 года Gmane обслуживает около 9800 списков рассылки, а в архивах хранится около 57 600 000 сообщений. Большинство групп на Gmane посвящены свободному программному обеспечению.

## Возможности Gmane
- Помимо стандартного доступа по NNTP, Gmane ранее предоставлял архивацию, поиск по группам, веб-интерфейс и RSS-поток для каждого списка рассылки. С 2016 года доступен только NNTP.
- На Gmane учитывается [4] заголовок X-No-Archive.
- Применяется централизованная борьба со спамом [5] и вирусами.
- Разнообразная статистика по всему серверу и отдельным группам [6].

## Организация чтения
Список рассылки включается в Gmane по запросу  (рекомендуется спросить разрешение участников рассылки или администратора). Через некоторое время представление списка в виде новостной группы становится доступным через NNTP-сервер Gmane  и веб-интерфейсы сервиса. Gmane является двунаправленным шлюзом — можно не только читать, но и отправлять по NNTP сообщения , хотя Gmane может обслуживать список рассылки и в режиме «только для чтения».
Рассматривается возможность добавления иерархии gmane.* в Usenet.